# Waldo (Alabama)
Waldo is een plaats (town) in de Amerikaanse staat Alabama, en valt bestuurlijk gezien onder Talladega County.

## Demografie
Bij de volkstelling in 2000 werd het aantal inwoners vastgesteld op 281.
In 2006 is het aantal inwoners door het United States Census Bureau geschat op eveneens 281.

## Geografie
Volgens het United States Census Bureau beslaat de plaats een oppervlakte van
7,5 km², waarvan 7,4 km² land en 0,1 km² water.

## Plaatsen in de nabije omgeving
De onderstaande figuur toont de plaatsen in een straal van 32 km rond Waldo.